# Gestreept oorzwammetje
Het gestreept oorzwammetje (Crepidotus applanatus) is een schimmel in de familie Crepidotaceae. Hij leeft saprotroof op loofhout.

## Kenmerken

### Uiterlijke kenmerken
De hoed groeit tot 5 cm in doorsnee en is hygrofaan. De kleur is wit tot okerkleurig als het vochtig is en droogt witachtig. 

### Microscopische kenmerken
De basidia zijn 4-sporig, cilindrisch knotsvormig en meten 18–26 x 6–8 µm. De sporen zijn bijna bolvormig en wrattig en meten 4,5-7 × 4,5-6,5 µm (Q-getal is 0,99 tot 1,11). De cheilocystidia meten 45–110 × 5–12 µm. Pleurocystidia ontbreken, maar pleurocystidia-achtige hyfen zijn overvloedig aanwezig zijn groot, onregelmatig cilindrisch of knotsvormig, vaak gebogen, gedraaid of ingesnoerd, vaak met een laterale top of vingerachtig uitsteeksels en meten 14-22 x 5-6 µm.

## Vergelijkbare soorten
Het onderscheidt zich van de zeer vergelijkbare Crepidotus stenocystis door de vorm van de cheilocystidia (knotsvormig en onvertakt) en de habitat op loofhout.

## Verspreiding
In Nederland komt het gestreept oorzwammetje vrij zeldzaam voor.